# Atraphaxis rodinii
Atraphaxis rodinii là một loài thực vật có hoa trong họ Rau răm. Loài này được Botsch. mô tả khoa học đầu tiên năm 1977.